# Rumpuk
Rumpuk is een bestuurslaag in het regentschap Lamongan van de provincie Oost-Java, Indonesië. Rumpuk telt 1720 inwoners (volkstelling 2010).